# Thug Life: Volume 1
Thug Life (с англ. — «Жизнь головореза») — Единственный альбом одноимённой группы, созданной Тупаком Амару Шакуром, выпущен 26 сентября 1994 года.
Альбом изначально должен был выйти на собственном лейбле Шакура — Out da Gutta Records, но из-за большой критики, обрушившейся на рэп в то время, он вышел в свет со множеством изменений в трек-листе. Поэтому в настоящее время многие песни из оригинальной версии так и не были изданы и являются кандидатами на очередные посмертные альбомы Шакура. В состав группы, помимо самого Тупака, входили Big Syke, Macadoshis, Mopreme и Rated R. В 1996 году Big Syke и Тупак предполагали выпустить продолжение — Thug Life: Vol. 2 — Out on Bail, уже на новом лейбле Шакура Makaveli Records, но из-за смерти последнего, альбом так и не вышел в свет.
В американских чартах альбом достиг 42-го места в чарте Billboard 200 и 6-го места в Top R&B/Hip-Hop Albums. Thug Life имел определённый успех среди своей основной категории слушателей, вследствие чего альбом достиг золотого статуса.

## Список композиций
| #  | Название                       | Исполнитель(и)                                               | Продюсер(ы)         |
| -- | ------------------------------ | ------------------------------------------------------------ | ------------------- |
| 1  | «Bury Me a G»                  | 2Pac, Mopreme, Rated R, Big Syke, Macadoshis, Natasha Walker | Thug Music          |
| 2  | «Don’t Get It Twisted»         | Mopreme, Macadoshis, Rated R                                 | Jay, Mopreme        |
| 3  | «Shit Don’t Stop»              | 2Pac, Macadoshis, Rated R, Mopreme, Big Syke, Y.N.V.         | Thug Music          |
| 4  | «Pour Out a Little Liquor»     | 2Pac                                                         | Johnny "J"          |
| 5  | «Stay True»                    | 2Pac, Stretch, Mopreme                                       | Thug Music          |
| 6  | «How Long Will They Mourn Me?» | 2Pac, Nate Dogg, Big Syke, Rated R, Macadoshis               | Nate Dogg, Warren G |
| 7  | «Under Pressure»               | 2Pac, Stretch                                                | Thug Music          |
| 8  | «Street Fame»                  | Mopreme, Big Syke, Rated R                                   | Stretch             |
| 9  | «Cradle to the Grave»          | 2Pac, Mopreme, Rated R, Macadoshis, Big Syke                 | Jay Choi, Big Syke  |
| 10 | «Str8 Ballin’»                 | 2Pac                                                         | Easy Mo Bee         |

## Видеоклипы
- «Shit Don’t Stop»
- «Pour Out a Little Liquor»
- «How Long Will They Mourn Me?»
- «Cradle to the Grave»

## Позиция альбома в чартах
| Год  | Альбом           | Максимальная позиция | Максимальная позиция   |
| Год  | Альбом           | Billboard 200        | Top R&B/Hip Hop Albums |
| 1994 | Thug Life Vol. 1 | 42                   | 6                      |

## Позиция синглов в чартах
| Год  | Песня                 | Максимальная позиция             | Максимальная позиция |
| Год  | Песня                 | Hot R&B/Hip-Hop Singles & Tracks | Hot Rap Singles      |
| 1994 | «Cradle to the Grave» | 91                               | 25                   |